# Redman
Redman, nome artístico de Reginald Noble (Newark, 17 de abril de 1970), é um rapper e ator americano. Ele chegou a fama em 1990 como artista da gravadora Def Jam. Ele tem colaborado com artistas como Method Man e Christina Aguilera, e participou dos filmes How High e Seed of Chucky. Fez uma participação no videoclipe e na canção "Original Prankster", da banda The Offspring.

## Discografia

### Álbuns de estúdio
- 1992 - Whut? Thee Album
- 1994 - Dare Iz a Darkside
- 1996 - Muddy Waters
- 1998 - El Niño (com Def Squad)
- 1998 - Doc's da Name 2000
- 1999 - Blackout! (com Method Man)
- 2001 - Malpractice
- 2007 - Red Gone Wild
- 2009 - Blackout! 2 (com Method Man)

### Mixtapes
- 2004 - Ill at Will Vol. 1
- 2005 - Ill at Will Vol. 2 BC4 Straight outta Lo-Cash with Govmattic
- 2007 - Live from the Bricks (com DJ Scoob Doo)
- 2009 - Funk from Hell
- 2010 - Red Rum

## Outras mídias

### Video games
- NBA 2K1 (jogador oculto)
- Def Jam Vendetta
- Def Jam: Fight for NY
- Def Jam: Icon
- True Crime: New York City
- NBA 2K (24/7 EBC made)

### Programas na TV
- The Wayans Bros. (1998)
- The Jamie Foxx Show (2000) - 4ª temporada, episódio 21; "Jamie in the Middle"
- Doggy Fizzle Televizzle (2002) (skit appearance)
- Chappelle's Show (2003) - 1ª temporada
- Trippin' (2005)
- Method & Red (17 junho - 26 julho de 2004) - papel principal, ao lado de Method Man
- Wild 'n Out (2007) - 4ª temporada
- Celebrity Rap Superstar (2007) - Mentor
- Scared Famous (2017)

### Filmografia
- 1999 - Colorz of Rage
- 1999 - PIGS
- 2000 - Boricua's Bond
- 2000 - Backstage
- 2001 - Statistic: The Movie
- 2001 - How High
- 2002 - Stung
- 2003 - "Scary Movie 3"
- 2003 - Thaddeus Fights the Power!
- 2004 - Seed of Chucky
- 2005 - Hip-Hop Honeys: Las Vegas (com participações de 50 Cent, Lil' Jon, Lloyd Banks, Floyd Mayweather, Aaron Hall, DJ Premier, Obie Trice e muitos mais) [1]
- 2006 - Rock the Bells (2004)
- 2006 - High Times Stony Awards (co-anfitrião)

## Contribuições em trilhas sonoras e outras participações
- 1996 - The Simpsons (The Homer They Fall) (música: "Time 4 Sum Aksion")
- 1999 - In Too Deep (autor & música: "Tear It Off")
- 1999 - Black and White (autor & música: "Big Dogs")
- 2000 - Gone in Sixty Seconds (autor & música: "Da Rockwilder")
- 2000 - "Original Prankster" (participação nos vocais)
- 2001 - Exit Wounds (música: "Hey Ladies")
- 2001 - The Fast and the Furious (música: "Rollin' (Urban Assault Vehicle)")
- 2001 - Tony Hawk's Pro Skater 3 (VG) (autor & música: "Let's Get Dirty")
- 2002 - All About the Benjamins (música: "Da Rockwilder")
- 2002 - Blade II ("Gorillaz on My Mind")
- 2002 - 8 Mile (Alemanha) (sample usado: 2Pac - "Temptations")
- 2003 - Honey (música: "React")
- 2004 - Entourage (episódio piloto) ("Oooh")
- 2004 - You Got Served (música: "Time 4 Sum Aksion")
- 2004 - The Fairly OddParents in School's Out! The Musical (TV) ("The Pixie Rap")
- 2005 - Syriana (música: "Let da Monkey Out")
- 2005 - Grand Theft Auto: Liberty City Stories (VG) (música: "Do What You Feel")